# Елізабет (острови)
Острови Елізабет (англ. Elizabeth Islands) — архіпелаг невеликих островів, що простягнувся на південний захід від півострова Кейп-Код. Острови знаходяться на північний захід від острова Мартас-Віньярд, розділяючи протоку Віньярд і затоку Баззардс.
Острови названі першовідкривачами на честь королеви Англії та Ірландії Єлизавети Першої.
Населення островів — 86 жителів (2000).
Адміністративно острова відносяться до округу Дюкс штату Массачусетс, складаючи містечко Госнолд. За винятком двох островів, територія знаходиться в приватній власності родини Форбс і вільний доступ обмежений.